# Rosenkriege
St Albans – Blore Heath – Ludlow – Northampton – Wakefield – Mortimer’s Cross – St Albans – Ferrybridge – Towton – Hedgeley Moor – Hexham – Edgecote Moor – Losecote Field – Barnet – Tewkesbury – Bosworth Field – Stoke

Die rote Rose des Hauses Lancaster
Die weiße Rose des Hauses York

Als Rosenkriege (englisch Wars of the Roses) werden die mit Unterbrechungen von 1455 bis 1485 geführten Kämpfe zwischen den beiden rivalisierenden englischen Adelshäusern York und Lancaster bezeichnet. Die Adelshäuser waren verschiedene Zweige des Hauses Plantagenet und führten ihre Stammlinie auf König Eduard III. zurück, woraus sie ihren Anspruch auf die englische Königskrone ableiteten: Die Lancasters waren 1399 auf den Thron gelangt, doch das Haus York sah sich übergangen. Als König  Heinrich VI. aus dem Haus Lancaster in geistige Umnachtung fiel, löste dies schließlich den offenen Bürgerkrieg aus. Die Auseinandersetzungen forderten einen sehr hohen Blutzoll im britischen Adel und beendeten unter anderem die männlichen Abstammungslinien dieser beiden Häuser.
Die Kriege erbrachten zunächst den Sieg des Hauses York, das 1461 in der Schlacht von Towton die Königswürde für Eduard IV. in den Jahren 1461–1470 und 1471–1483 sichern konnte. Eine zwischenzeitliche Rückkehr der Lancasterianer an die Macht 1470 endete 1471 mit dem endgültigen Sieg Eduards IV. in der Schlacht von Tewkesbury und dem Auslöschen der männlichen Linie der Lancasters. Nach Eduards Tod 1483 endeten die Kriege aber letztlich doch 1485 mit einem Sieg der Lancaster-Partei über das Haus York in der Schlacht von Bosworth, in der Richard III., der letzte König aus dem Haus Plantagenet, den Tod fand. Henry Tudor, der nur entfernt über seine Mutter mit dem Königshaus verbundene Thronprätendent der Lancasters, wurde daraufhin als Heinrich VII. zum König gekrönt und verband durch seine Heirat mit Elizabeth of York die beiden Häuser im Haus Tudor. Ein letztes Aufbäumen der Yorkisten, bei dem sich der Hochstapler Lambert Simnel als Edward Plantagenet, 17. Earl of Warwick, ausgab, wurde 1487 in der Schlacht von Stoke niedergeschlagen. Der echte Edward wurde von Heinrich VII. gefangen gehalten und 1499 enthauptet. Damit war auch der Mannesstamm des Hauses York erloschen.
Die Wappen der beiden gegnerischen Familien enthielten Rosen (eine rote Rose für Lancaster, eine weiße Rose für York), sodass sich für diesen Konflikt später die Bezeichnung „Rosenkriege“ etablierte. Allerdings lässt sich in den zeitgenössischen Quellen die Zuordnung der Rosen zu den jeweiligen Häusern nur bedingt nachweisen.

## Vorgeschichte

Vereinfachte Zeit- und Verwandtschaftstafel der englischen Monarchen seit Wilhelm dem Eroberer, farbcodiert nach Dynastien.

Der Urgrund des Konflikts lag schon im Jahr 1399, trat aber erst ab 1455 offen zutage. Im Jahr 1399 setzte das englische Parlament König Richard II. ab und bestimmte dessen Cousin Heinrich zum neuen König. Heinrich begründete das Haus Lancaster, nachdem er England in einem Siegeszug erobert hatte. Richard II. war der Sohn von Edward, Prince of Wales, genannt „Der Schwarze Prinz“. Dieser war der älteste der fünf Söhne Eduards III., der nunmehr gekrönte Heinrich IV. der Sohn des drittältesten Sohnes, John, Duke of Lancaster. Der zweitälteste Sohn Eduards III., Lionel, Duke of Clarence, hatte zwar keinen direkten Erben hinterlassen, doch der Enkel seiner Tochter, Edmund Mortimer, Earl of March, galt als Erbe seines Thronanspruchs. Da dieser 1399 jedoch erst acht Jahre alt und als viel zu jung für die Königswürde in dieser politisch instabilen Zeit angesehen wurde, wurde er übergangen. Heinrich IV. ließ ihn verhaften und in eine irische Festung einsperren.
1413 holte sein Nachfolger Heinrich V. Mortimer zurück an seinen Hof, und dieser begnügte sich damit, Heinrichs Herrschaft anzuerkennen. Als Mortimers Schwager Richard, Earl of Cambridge, 1415 eine Verschwörung gegen Heinrich V. initiierte und als dessen Nachfolger Edmund Mortimer vorschlug, benachrichtigte dieser stattdessen den König, und Cambridge wurde als Hochverräter hingerichtet. Nach Mortimers Tod 1425 ging sein Thronanspruch jedoch auf den Sohn Cambridges und seiner Schwester Anne Mortimer, Richard, Duke of York, über, der über seinen Vater zudem in direkter männlicher Linie von Edmund, Duke of York, dem viertältesten Sohn Eduards III., abstammte.
Heinrich VI. Lancaster, der Sohn des 1422 verstorbenen Königs, hatte im Alter von nur sieben Jahren den Thron bestiegen. An seinem Hof bildeten sich verschiedene Parteien, die versuchten, den König zu beeinflussen. Richard von York schloss sich der Partei Humphreys, Duke of Gloucester und Onkel des Königs, an, deren Führer er nach Gloucesters Tod 1447 wurde. Als Duke of York, Earl of March und Earl of Cambridge war er der mächtigste Vasall Heinrichs VI. Als England 1453 den Hundertjährigen Krieg gegen Frankreich verlor und der König als Reaktion darauf in geistiger Umnachtung versank, konnte York, neben zahlreichen anderen, dieses Machtvakuum nutzen, um seine Macht zu vergrößern. Er sammelte die zahlreiche Opposition gegen Heinrich VI. um sich, die diesem den verlorenen Krieg persönlich anrechnete. Diese Niederlage machte Heinrich VI. in ihren Augen zu einem unfähigen Herrscher – in Teilen durchaus keine Fehleinschätzung, da Heinrich VI. bereits vor dem Ausbruch seiner Geisteskrankheit nur wenig Tatkraft gezeigt und den Verlust der englischen Gebiete in Frankreich zu verantworten hatte. Richard von Yorks Hauptgegner war Edmund Beaufort, 1. Duke of Somerset, der gemeinsam mit Heinrichs Gattin Margarete von Anjou die Regierungsgeschäfte für den kranken König leitete. Dabei ging es auch um Geld: Solange Somersets Partei die Hofpartei blieb, drohte Richard der finanzielle Ruin, denn der König war bei beiden verschuldet. Er konnte letztendlich den einen nur bezahlen, indem er den anderen ausnutzte. York befand sich in einer prekären Lage; Somerset musste beseitigt werden.
Problematisch ist die Bewertung dieser Vorgeschichte und des gesamten Krieges allerdings, weil die letztlich siegreichen Tudors vom Haus Lancaster abstammten. Das Haus York, ihren Kriegsgegner, kennzeichneten sie in ihrer Geschichtsschreibung dementsprechend negativ.

## Kriegsverlauf

### Ausbruch des Krieges und erste Kriegsjahre
Das Jahr 1453 war geprägt von mehreren entscheidenden Ereignissen: Neben dem bereits erwähnten Ende des Hundertjährigen Krieges und dem darauf folgenden Nervenzusammenbruch Heinrichs VI. waren es die Geburt des Thronfolgers Edward am 13. Oktober und die Gefangensetzung Somersets im November. Als Folge der anhaltenden Geisteskrankheit des Königs wurde Richard von York im März 1454 zum Lordprotektor bestellt.
Dies veranlasste die Lancastrische Partei um Königin Margarete zum Handeln. York wurde 1455 zur Aufgabe seines Amtes gezwungen und zog sich auf seine Ländereien im Norden zurück. Für den 21. Mai 1455 wurde ein Großer Rat (Great Council) in Leicester in Mittelengland einberufen. York sammelte inzwischen Truppen, mit denen er auf London marschierte und seine Gegner am 22. Mai bei St Albans nördlich von London angriff. Die Erste Schlacht von St Albans endete mit einem vollständigen Sieg Yorks, der zahlreiche seiner Gegner beseitigen konnte, darunter Somerset und den Earl of Northumberland, und der den König in seine Gewalt brachte und seine früheren Ämter wieder übernahm. Sein wichtigster Verbündeter wurde dabei Richard Neville, Earl of Warwick, der als „Königsmacher“ in die Geschichte einging und mit dem Haus York über seine Frau Cecily Neville verwandt war. Die Jahre bis 1459 waren von politischen Machtkämpfen zwischen Richard von York, nunmehr Lord Lieutenant of Ireland, und Königin Margarete gekennzeichnet.
1459 brachen die Feindseligkeiten zwischen den Parteien erneut aus. Auf einen Sieg der Yorkisten bei Blore Heath im September folgte die Niederlage von Ludlow, nach der sich ihre Armee faktisch auflöste. Richard von York floh mit seinem zweitältesten Sohn Edmund, Earl of Rutland, nach Irland, sein ältester Sohn Edward, Earl of March, mit Warwick nach Calais, wo Warwick der Befehlshaber der dortigen Truppen war. Als die beiden im folgenden Jahr mit den Truppen aus Calais nach England zurückkehrten, gelang ihnen die erneute Gefangennahme des Königs in der Schlacht von Northampton am 10. Juli 1460, dabei starben wiederum zahlreiche lancastrische Anführer. Daraufhin kehrte York im Oktober nach London zurück und zog unter dem königlichen Banner ins kurzfristig einberufene Parlament ein. Doch Richards Erwartungen auf ein sofortiges Königtum erfüllten sich nicht, aber im Act of Accord vom 25. Oktober ließ er sich zu König Heinrichs Nachfolger erklären und enterbte damit dessen Sohn Edward. Um die restlichen lancastrianischen Truppen zu zerstreuen, die sich unter der Führung von Königin Margarete und Henry Beaufort, Duke of Somerset, dem Sohn und Erben von Edmund Beaufort, nach Norden zurückgezogen hatten, zog der Duke of York mit seinen Truppen ebenfalls dorthin. Doch Henry Beaufort lauerte ihm bei Wakefield auf. Im folgenden Gefecht fiel Richard, wie auch sein Schwager Richard Neville, Earl of Salisbury, und sein Sohn Edmund, Earl of Rutland.
Daraufhin übernahm Richards ältester Sohn Edward die Führung des Hauses York. Aus Wales versuchte Jasper Tudor, Earl of Pembroke und König Heinrichs Halbbruder, Königin Margarete Verstärkung zu bringen, doch er wurde von Edward Anfang Februar 1461 in der Schlacht von Mortimer’s Cross besiegt. Als daraufhin die lancastrianischen Truppen bei St Albans einen Sieg gegen die Yorkisten unter Warwicks Führung errangen, bei der auch König Heinrich aus der Gefangenschaft befreit werden konnte, verwehrte die Stadt London Margarete von Anjou und ihrer Armee den Zutritt, und sie mussten nach Norden fliehen. Am 29. März 1461 besiegte Edward mit Hilfe Warwicks die von Somerset geführte Armee der Königin in der Schlacht von Towton, die als eine der blutigsten Englands gilt – von den etwa 80.000 Soldaten auf beiden Seiten kamen 20.000 bis 30.000 ums Leben. Als er sich am 28. Juni zu Eduard IV. von England krönen ließ und Heinrich VI. und seine Frau daraufhin nach Schottland flohen, fand die erste Phase der Rosenkriege ihren Abschluss, und es begann die Königsherrschaft des Hauses York.
Nur im Norden nahe der schottischen Grenze leisteten die lancastrianischen Truppen noch Widerstand. 1462 versöhnte sich Henry Beaufort zum Schein mit Eduard IV. und wurde von diesem wieder zum Duke of Somerset gemacht, doch der Versuch scheiterte, Somerset kehrte nach eineinhalb Jahren wieder zu den Lancastrianern zurück und fiel im Mai 1464 bei der Schlacht von Hexham.

### Wechselnde Koalitionen
In den folgenden Jahren kam es zu einer Entfremdung zwischen Eduard IV. und seinem wichtigsten Verbündeten, seinem Cousin Richard Neville, dem Earl of Warwick. Der Grund dafür war, dass Warwick sich unentwegt darum bemüht hatte, eine französische Braut für den König zu finden und ihn zu einer Allianz mit Frankreich zu überreden, während dieser heimlich Elizabeth Woodville heiratete, eine verwitwete Ex-Lancastrianerin. Auch andere Faktoren spielten eine Rolle, beispielsweise wollte König Eduard eher ein Bündnis mit Burgund, Frankreichs Erzfeind, schließen und hörte dabei auf William Herbert, Earl of Pembroke, den Warwick darum hasste. Auch verabscheute er die inzwischen mächtige Familie der Königin, die von Eduard IV. mit zahlreichen Adelstiteln belehnt wurde.
1469 kam es endgültig zum Bruch und Richard Neville startete eine Rebellion gegen den König. Dabei verbündete er sich mit dessen Bruder George, Duke of Clarence, dem er seine Tochter Isabel zur Frau gab und den er anstatt Eduard IV. auf dem Thron sehen wollte. Es gelang ihm, Teile der verhassten Woodville-Familie zu beseitigen, den Earl of Pembroke hinrichten zu lassen und sogar den König gefangen zu nehmen und in Warwick Castle festzusetzen. Als Eduard IV. jedoch von seinem Bruder Richard, Duke of Gloucester, befreit wurde, ihre Truppen Warwicks Rebellen schlugen und Richard Neville allmählich isoliert wurde, floh er mit dem Schiff nach Calais. Doch als die Besatzung, deren Befehlshaber er immer noch war, ihn nicht an Land gehen lassen wollte, verbündete er sich plötzlich mit Königin Margarete, die in Frankreich Asyl gefunden hatte, und dem Haus Lancaster. Durch die Heirat von Warwicks Tochter Anne mit Edward, dem Erben des Hauses Lancaster, wurde das Bündnis der ehemaligen Feinde besiegelt. Mitte 1470 führte der Earl of Warwick ein lancastrianisches Heer nach England, vertrieb Eduard IV., ohne eine Schlacht geschlagen zu haben, und brachte Heinrich VI., der die letzten Jahre im Tower of London eingekerkert gewesen war, wieder an die Macht. Eduard IV. floh in die Niederlande zu seinem Schwager Charles, dem Herzog von Burgund.
König Heinrich VI. war unfähig zu regieren, da er geistig verwirrt war. Die Regierungsgeschäfte wurden deshalb von Warwick und einem von ihm ausgewählten Kronrat ausgeübt, weswegen ihm mehrere seiner Verbündeten aber zunehmend misstrauten. Als Eduard IV. im März 1471 mit burgundischen Truppen in Ravenspur landete, lief der Earl of Northumberland, ein Lancastrianer, zu ihm über. An Ostern konnte er die lancastrianische Übermacht nahe bei St Albans stellen und in der Schlacht von Barnet besiegen. Richard Neville fiel in dieser Schlacht. Daraufhin landeten Königin Margarete und ihr Sohn, die bis zuletzt in Frankreich geblieben waren, in England, sammelten die zerstreuten Truppen um sich und zogen nach Wales, von wo sie sich Unterstützung erhofften. Doch vor der Grenze holte Eduard IV. sie ein und schlug sie in der Schlacht von Tewkesbury vernichtend. Kronprinz Edward kam um, auf welche Weise ist aber umstritten. Als kurz darauf auch Heinrich VI. im Tower of London ermordet wurde, war die direkte Linie des Hauses Lancaster ausgelöscht.
Der letzte lebende lancastrianische Thronprätendent, Henry Tudor, wurde von seinem Onkel Jasper nach der erneuten Thronbesteigung Eduards IV. in die Bretagne nach Frankreich gebracht, wo er seinen Anspruch für die nächsten Jahre aus dem Exil heraus vertrat. Diesen leitete er von seiner Mutter Margaret her (auch Eduard hatte sein Königtum über eine Frau geerbt), die eine Urenkelin von John, Duke of Lancaster, Sohn von König Eduard III. und Stammvater des Hauses Lancaster, war. Dadurch war sie eine Cousine 2. Grades von König Heinrich und, nachdem das Haus Lancaster nahezu ausgestorben war, die Einzige, die den Anspruch an ihren Sohn weitervererben konnte.

### Das Ende des Hauses York
In den folgenden Jahren konnte Eduard IV. unangefochten regieren und bescherte England neuen Wohlstand. Als er Ostern 1483 starb, hinterließ er den Thron seinem ältesten Sohn Eduard, der aber erst zwölf Jahre alt war. Nachdem sein Onkel Richard, Duke of Gloucester, den Machtkampf mit der Familie der Königinwitwe Elizabeth Woodville um die Vormundschaft des kleinen Königs für sich entschieden und seine Gegner hinrichten lassen hatte, brachte er seinen Neffen mitsamt dessen jüngerem Bruder Richard in den Tower of London, um den König dort auf seine Krönung vorzubereiten. Im Juni ließ Gloucester plötzlich William Hastings, den wichtigsten Vertrauten seines Bruders und seinen vormaligen Verbündeten, hinrichten, da er angeblich eine Verschwörung gegen ihn geplant hätte. Kurz danach erklärte das Parlament ihn zum einzigen rechtmäßigen Thronfolger Eduards IV., seine Krönung als Richard III. fand am 6. Juli 1483 statt. Dieses Handeln wurde einige Monate später durch das Dokument Titulus Regius gerechtfertigt, in dem die Kinder von Richards Bruder als illegitim dargestellt wurden. Die beiden Prinzen im Tower, die legitimen Erben, verschwanden in der folgenden Zeit spurlos. Da manche der Lords begannen, Richard für den Mörder der Prinzen zu halten, fielen sie von ihm ab und liefen zu Henry Tudor in Frankreich über. Dieser Widerstand gegen Richard wurde allerdings von den Geschichtsschreibern der Tudorzeit stark ausgeschmückt.
Im Herbst 1483 schlug eine Revolte unter dem Duke of Buckingham fehl, an der Tudor beteiligt war. Als die Überläufer aus England zwei Jahre später zahlreicher wurden, setzte Tudor erneut nach England über und landete in Milford Haven in Wales. Auf seinem Marsch durch England wuchs seine Streitmacht weiter an und am 22. August 1485 besiegte er mithilfe seines Stiefvaters Thomas Stanley, der dem König im entscheidenden Moment in den Rücken fiel, in der Schlacht von Bosworth Field Richard III., der kämpfend erschlagen wurde.
Tudor trat seine Nachfolge als Heinrich VII. an, heiratete die älteste Tochter Eduards IV., Elisabeth of York, und vereinigte somit die beiden Adelshäuser Lancaster und York im Haus Tudor. Dies gilt allgemein als Ende der erbittert geführten Rosenkriege und als Beginn einer Friedensepoche. Heinrich VII. hatte sich jedoch auch danach gegen echte sowie falsche yorkistische Prätendenten zu behaupten, so dass einige Historiker den Ausklang der Rosenkriege einige Jahre später datieren. 1487 gab sich beispielsweise Lambert Simnel als Edward, Earl of Warwick aus, den Neffen Eduards IV. und Richards III. Er setzte mit einem Söldnerheer von Irland aus, einer Hochburg des Hauses York, nach England über. Er gewann dort die Unterstützung von John de la Pole, Earl of Lincoln, den Richard III. zu seinem Thronfolger bestimmt hatte. König Heinrich VII. schlug dessen Heer am 16. Juni 1487 in der Schlacht von Stoke, nördlich von Nottingham. Simnel geriet in Gefangenschaft und Lincoln fiel. In den 1490er Jahren trat Perkin Warbeck als Prätendent auf.

## Die Rosenkriege in der Belletristik
Acht Historiendramen William Shakespeares, die York-Tetralogie (Heinrich VI., drei Teile, und Richard III.) und die Lancaster-Tetralogie (Richard II., Heinrich IV., Teil 1 und Teil 2, und Heinrich V.), spielen vor und in der Zeit der Rosenkriege.
Zu den Klassikern gehört Robert Louis Stevensons Der Schwarze Pfeil (Originaltitel: The Black Arrow: A Tale of the Two Roses) aus dem Jahr 1883.
In jüngerer Zeit haben sich u. a. folgende Autoren dieses Themas angenommen:
- Rebecca Gablé, Das Spiel der Könige (Ehrenwirth 2007). Die Handlung des dritten Romans der Waringham-Saga setzt im England des Jahres 1455 ein und reicht bis zum Ende des Konfliktes.
- Conn Iggulden, Buchreihe Die Rosenkriege (Wars of the Roses):
  - Sturmvogel. Heyne Verlag, 2014. ISBN 978-3-453-41796-0 (Originaltitel: Wars of the Roses – Stormbird)
  - Das Bündnis. Heyne Verlag, 2015. ISBN 978-3-453-41861-5 (Originaltitel: Wars of the Roses – Trinity)
  - Drei Könige. Heyne Verlag, 2016. ISBN 978-3-453-41862-2 (Originaltitel: Wars of the Roses – Bloodline)
  - Brüderschlacht. Heyne Verlag, 2017. ISBN 978-3-453-42210-0 (Originaltitel: Wars of the Roses – Ravenspur: Rise of the Tudors)
- Philippa Gregory, Romane über die Königinnen zur Zeit der Rosenkriege:
  - The White Queen. Touchstone, 2009, ISBN 978-1-4165-6368-6. über Elizabeth Woodville, die neben Edward IV Königin von England war.
    - Übersetzung: Die Königin der weißen Rose. rororo, 2011, ISBN 978-3-499-25484-0.

  - The Red Queen. Simon & Schuster, 2010, ISBN 978-1-84737-457-8 über Margaret Beaufort, die Mutter von König Heinrich VII.
    - Übersetzung: Der Thron der roten Königin. rororo, 2011, ISBN 978-3-499-25672-1.

  - The Lady of the Rivers. Simon & Schuster, 2011, ISBN 978-1-84737-459-2 über Jacquetta von Luxemburg, die Mutter von Elizabeth Woodville.
    - Übersetzung: Die Mutter der Königin. rororo, 2012, ISBN 978-3-499-25673-8.

  - The Kingmaker's Daughter. Touchstone, 2012, ISBN 978-1-4516-2607-0 über Anne Neville, die Tochter des Königmachers Richard Neville und neben Richard III Königin von England.
    - Übersetzung: Dornenschwestern. rororo, 2013, ISBN 978-3-499-26712-3.

  - The White Princess. Touchstone, 2013, ISBN 978-1-4516-2609-4 über Elizabeth of York, die Tochter von Elizabeth Woodville und Königin von England als Gemahlin von Heinrich VII.
    - Übersetzung: Das Erbe der weißen Rose. rororo, 2014, ISBN 978-3-499-26713-0.

  - The King's Curse. Touchstone, 2014, ISBN 978-1-4516-2611-7 über Margaret Pole., die durch ihre Abstammung aus dem Haus Plantagenet einen Anspruch auf den englischen Thron hatte.
    - Übersetzung: Der Königsfluch. Rowohlt Taschenbuch, ISBN 978-3-499-27042-0.
- Toby Clements, Krieg der Rosen: Winterpilger (Bastei Lübbe); Originaltitel: Kingmaker: Winter Pilgrims (Century 2014). England im Winter 1460. Endet mit der Schlacht von Towton 1461.

Die Rosenkriege waren laut George R. R. Martin eine Inspiration für Das Lied von Eis und Feuer und die darauf aufbauende Serie Game of Thrones.